# L'Impromptu de l'Alma
 (mai 2024).
 (septembre 2010).
L'Impromptu de l'Alma est une pièce de théâtre d'Eugène Ionesco en un acte, écrite en 1955 et représentée pour la première fois le 20 février 1956 au Studio des Champs-Élysées à Paris, dans une mise en scène de Maurice Jacquemont.

## Argument
L'auteur dramatique Ionesco reçoit la visite de trois docteurs (Bartholomeus I, II et III). Les commentaires de tous les quatre sur la pièce qu'Ionesco est en train d'écrire sont loin de s'accorder, mais les docteurs s'unissent pour éduquer l'auteur récalcitrant. L'exercice tourne au burlesque jusqu'au moment où la femme de ménage met fin à l'expérience. Cette farce satirique, visant trois critiques bien connus, peut aussi être perçue comme une réflexion théâtrale sur la critique et le théâtre lui-même.
Ionesco dort dans son bureau quand on sonne à la porte. C’est Bartholomeus I qui vient chercher la nouvelle pièce d’Ionesco car un théâtre veut la mettre en scène. Au début l’auteur dit que la pièce n’est pas encore achevée ; mais ensuite il affirme que la majeure partie serait finie.
Ionesco explique sa méthode de création : c’est toujours une image qui déclenche le processus de son travail, puis il se laisse emporter par ses personnages. Chaque pièce présente une aventure, une découverte pour lui.
Dans la pièce en cours de rédaction, Le Caméléon et le Berger, le titre décrit l’image qui sera le départ de l’action. Ionesco ne sait pas encore comment faire pour la mettre en pratique, mais il est sûr de participer lui-même à la pièce pour déclencher une discussion sur le théâtre et présenter ses idées. Pour arriver à ce but, il établit un lien entre l’image et son opinion : « Si vous voulez, je suis tout de même le berger, le théâtre étant le caméléon, puisque j’ai embrassé la carrière théâtrale, et le théâtre change, bien sûr, car le théâtre c’est la vie. » Bartholomeus I veut qu’Ionesco lise sa pièce pour se faire une opinion sur le sujet.
Ce qu'Ionesco commence à lire est le début de L'Impromptu de l’Alma : Ionesco dort sur son bureau, Bartholomeus I sonne, frappe et l’appelle, jusqu’à ce qu'Ionesco se lève en rangeant ses cheveux. Bartholomeus I se renseigne sur la nouvelle pièce. Ionesco lui offre un fauteuil. C'est cette partie-ci qui ne laisse pas le moindre doute que la nouvelle pièce d’Ionesco et la réalité fictive de la pièce-cadre sont identiques. Le processus de création d’une pièce de l’auteur est décrit de la façon qu'il avait décrite auparavant.
L’image du caméléon n’est pas en rapport avec le développement de l’action : elle sert seulement de prétexte (Ionesco ironise ici sur sa méthode de travail, de créer une image du non-sens et de la symboliser en même temps ! « En réalité, je pense, cela ne devra servir que de prétexte.» « Vous voyez, je vais cette fois me mettre en scène moi-même ! » « Je parlerai donc du théâtre, de la critique dramatique, du public… »).
Cette « scène » produit l’effet d’une lecture de poèmes distanciée, l’ébauche d’une vraie mise en scène. Ionesco se distancie d’Ionesco dans Le Caméléon et le Berger car il lit le texte et l’indication scénique sans la réaliser (sauf ses cheveux, qu’il range…). D’abord le lecteur/spectateur croit que cette scène est une imitation mot à mot jusqu’au moment où le deuxième Bartholomeus se fait remarquer en sonnant et frappant. Tout le début commence à apparaître de nouveau (preuve de l'absurdité). Cette scène réalise alors le contenu de la lecture de poèmes quelques instants auparavant ! Quelques phrases deviennent réelles. Ionesco le fait entrer, lui offre un fauteuil. Peu après, Bartholomeus III s’annonce à la porte comme les deux autres. Après avoir salué tout le monde, Bartholomeus III se renseigne également sur le progrès de la nouvelle pièce - sur quoi Ionesco commence encore une fois à lire le début.
Ionesco se trouve immanent dans la pièce qu’il est en train d’écrire. Son effort d’éviter des répétitions est ironisé en faisant tout le contraire. En lisant le début, le spectateur/lecteur pourrait croire que tout commence de nouveau : quand Ionesco lit que quelqu’un frappe à la porte, il frappe vraiment. L’auteur répond de la même façon qu’avant. Bartholomeus I diagnostique qu’il s’agit ici d’un cercle vicieux. Mais Ionesco peut le franchir quand il n’ouvre pas la porte. Les trois Bartholomeus commencent à philosopher sur des cercles vicieux et ils créent une théorie des contradictions identiques - ce qui franchit enfin le cercle.
Au début, Ionesco peut encore s’exprimer librement. Mais pendant le déroulement les trois Bartholomeus l’intimident de plus en plus en lui montrant leur savoir (scientifique). Ils revendiquent la scène et la supériorité pour eux (BI : N’étant pas docteur, vous n’avez pas le droit d’avoir des idées. C’est à moi d’en avoir. »). En même temps il est de plus en plus manifeste que les trois B. ne savent rien. Le ridicule, par exemple que Shakespeare est polonais, se trouve même dans une encyclopédie. (« Nous voulons vous instruire » - J’ai pourtant été à l’école.« Cela nous confirme, on s’en doutait. » « Vous avez pu vous y nourrir de fausses sciences » (il est peu après question de Molière!).
Leur façon de voir les choses est toujours contraire à celle d’Ionesco. Même s’ils sont en désaccord (ils adorent Adamov, Sartre et Brecht), ils forment une unité devant l’adversaire/ l’ennemi. Les Bartholomeus insistent sur un théâtre épique qui a une fonction d’instruire et non de plaire ou divertir à la suite de quoi les docteurs ébauchent un théâtre qui est organisé comme une institution d’enseignement. 
Plus tard, ils veulent guérir Ionesco de son « ignorance dangereuse » en le mettant au courant de la théâtrologie, la costumologie, historicisation et décorologie et la spectato-psychologie. Mais il faut du public pour le théâtre - Ionesco veut faire entrer Marie, sa femme de ménage, qui attend depuis assez longtemps devant la porte. Il est clair que l’auteur à l’impression que la conversation avec les trois docteurs équivaut à une pièce de théâtre pour un public (illusion). Avant que Marie ne puisse entrer, il faut que les Bartholomeus préparent le bureau d’après l’idée de Brecht (Dr. Bertholus)- B.I lit l’opuscule brechtien, B.II et B.III fixent des écriteaux, qui indiquent l’action (« éducation d’un auteur ») ou que les objets ne sont pas réels (« fausse table »). Même Ionesco n’est pas épargné : ils veulent changer ses vêtements (pas moderne pour un auteur de ce temps… la costumologie !). Finalement, l’auteur porte les mêmes vêtements qu’avant, ce qui signifie que leur action est absurde ! Il reçoit un masque d’âne et un écriteau indiquant « savant » : il doit se distancier de lui-même et se critiquer. B.II : « Ne vous identifiez pas à vous-même. Vous avez toujours eu le tort d’être vous-même. » B.I : « Observez-vous, tout en jouant. Soyez Ionesco en n’étant plus Ionesco. » (Un pas en avant, deux en arrière… Il arrive de l’autre côté de la chambre.)
L’intervention de Marie, qui incarne le bon sens, « sauve » l’auteur - les trois B. annulent l’étiquetage sous protestation. Marie donne à Ionesco des gifles pour le ramener à la raison et met les docteurs dehors. Ionesco, seul, annonce que la pièce est close. Il s’adresse au public en annonçant une apologie de son théâtre jusqu’au moment où les docteurs et Marie reviennent. Les trois le critiquent de nouveau (reproche : il essaie lui-même d’instruire) et Marie défend son action car elle était unique et pas la règle.

## Représentations
- 20 février 1956 : création au Studio des Champs-Élysées, Paris, mise en scène de Maurice Jacquemont. Distribution : Ionesco, Maurice Jacquemont ; Bartholomeus I, Claude Piéplu ; Bartholomeus II, Alain Mottet ; Bartholomeus III, Pierre Vassas ; Marie,  Tsilla Chelton[1].
- 25 janvier 1996 : Théâtre en miettes (montage de 7 pièces courtes de Ionesco dont L'Impromptu de l'Alma), Théâtre de la Huchette, Paris, mise en scène de Marcel Cuvelier[2].
- 2003 : Théâtre Prospero, Montréal, mise en scène d'Élizabeth Albahaca[3],[4].
- 2014 : Théâtre national du Luxembourg, mise en scène de Jacqueline Posing-Van Dyc[5].
- 18 avril - 22 avril 2018 : Théâtre de la flûte enchantée, Ixelles, mise en scène de Victor Lefevre[6].

## Analyse
- Si vous ne connaissez pas le sujet, laissez ce bandeau (vous pouvez alors contacter les auteurs).
- Si vous supprimez le contenu mis en cause (vous pouvez préalablement contacter les auteurs),

argumentez précisément cette suppression dans la page de discussion
(un manque de référence n'est pas un argument ; une recherche réelle de référence doit avoir été effectuée, être formellement documentée).
Selon Ionesco lui-même : « L'Impromptu de l'Alma est une mauvaise plaisanterie. J'y mets en scène des amis : Roland Barthes, Bernard Dort, etc. En grande partie cette pièce est un montage de citations et de compilations de leurs savantes études : ce sont eux qui l'ont écrite. Il y a aussi un autre personnage qui est Jean-Jacques Gautier... c'est le critique le plus dangereux, non pas à cause de son intelligence, puisqu'il n'est pas intelligent, ni à cause de sa sévérité, qui ne se fonde sur rien, mais parce que l'on sait que lorsqu'il s'attaque à un auteur celui-ci est prêt à se prendre pour un génie ».
Le titre, L’Impromptu de l’Alma, fait allusion à une pièce bien connue, qui a certains points en communs avec celle d’Ionesco : L’Impromptu de Versailles de Molière. Molière y jette la base pour s’exprimer sur la situation contemporaine du théâtre et pour réfléchir aux théories sur l’art. Il détermine avec sa pièce une nouvelle forme de théâtre qui suit la fonction d’attirer l’attention d’un public virtuel en précisant déjà la nature de la pièce. La signification de l’impromptu annonce qu’il s’agit d’une pièce métathéâtrale. Autant que Molière, Ionesco se met en scène face aux critiques. Son pendant appelé également Ionesco, un auteur timide est angoissé, est censé être en train d’écrire une nouvelle pièce, commandée par un théâtre. En train d’écrire cette pièce dans laquelle un auteur est censé être en train d’écrire une pièce, Ionesco est dérangé par trois docteurs en théâtrologie au moment où il écrit que l’auteur dans sa pièce est dérangé par trois visiteurs. Cette exposition de l’Impromptu de l’Alma, pièce sans répartitions de scènes, sert à la caractérisation des trois docteurs qui visitent Ionesco et à déclencher une discussion sur le théâtre. Les trois docteurs, caractères typiques pour la farce, portent des costumes des docteurs moliéresques. Ils s’appellent tous Bartholomeus ce qui montre leur unité devant l’auteur Ionesco, même si les docteurs se distinguent par leurs opinions. Le suffixe latin du nom montre déjà leur savoir scientifique et souligne leur pédantisme. Les visiteurs adhérent au théâtre épique et de boulevard et ils veulent imposer une manière d’écrire. Ionesco se laisse de plus en plus intimider par leurs définitions jusqu’à ce qu'il soit abruti et qu'il se distancie de son opinion. Seule Marie, la femme de ménage qui attend depuis un certain temps devant la porte et qui incarne le bon sens, peut le sauver. L’auteur reprend conscience et s’adresse au public dans un épilogue. La pièce dans la pièce dans l’Impromptu, achevée en ce moment, consiste en des dédoublements structurels et thématiques. La forme d’un cercle vicieux, qui finit après l’entrée des docteurs, fournit l’occasion d’un mélange entre réalité et fiction. Ce mélange des niveaux, technique renommée pour le procédé du théâtre dans le théâtre, cause un jeu de miroirs et d’échos et démontre la relativité de la réalité. Ce contenu avec tous ces allusions aux motifs du théâtre n’est pas choisi d’une façon fortuite. Cette satire d’Ionesco est directement liée à deux conditions. Premièrement à la catégorie de personnes bien réelles avec leurs signes typiques et distinctifs, comme leur langage et leurs conceptions, et deuxièmement à la nécessité de se faire comprendre comme satire. La pièce sous forme de discussion théâtralisée concernent des critiques normatives dans « Le Figaro » et dans la revue commune « Théâtre Populaire ». Jean-Jacques Gautier, Roland Barthes et Bernard Dort, trois critiques de l’époque, y éreintent les pièces de Ionesco en lui reprochant de tourner toujours en rond et de ne pas écrire du théâtre engagé. Tous trois sont mis en scène en docteurs scientifiques, et leur engouement pour Brecht influence le monde du théâtre, et d’un certain point de vue celui d’Ionesco. Nous constatons que l’auteur, défenseur d’un théâtre autonome, atteint l’effet de satire en mettant l’accent sur le procédé métathéâtral. Ionesco formule son idéal de théâtre en montrant d’abord les mauvaises habitudes de ces critiques et son processus de création en forme de caricature pour finir avec la déclaration de son principe du théâtre. Il reproche aux critiques leur incompréhension de l’art, leur refus de comprendre et leur fanatisme qui détruit l’individualité et l’intelligence. Il s’en prend aux doctes et il tourne en dérision le conservatisme. À travers sa défense en même temps autoréflexive et autocritique il représente soit la conception du théâtre qu’il désire soit celle qui déteste. Bien que l’auteur en soi se trouve toujours sous l’influence de son éducation littéraire, ce qu’Ionesco montre en donnant un bref abrégé de l’histoire du théâtre à travers des allusions au Grecs, Shakespeare, Molière et d’autres, il est le seul qui sait écrire. Une pièce ne naît pas en référence a un modèle déjà existant. Selon lui, une pièce est un produit d’une analyse en soi-même. L’auteur se découvre en affrontant les problèmes fondamentaux de l’existence. Il est même capable de se libérer en écrivant. Ionesco rompt avec l’esthétique traditionnelle qui vise à représenter l’extérieur de l’homme. La pièce contient comme processus « du dedans » le débat intellectuel qui est, d’une façon plus ou moins objective, mise en scène dans une pièce de théâtre. En outre, il démasque la tromperie de la réalité de l’extérieur et de la société à travers des masques et des costumes. Ces effets intertextuels sont renforcés par les images et le langage de la pièce. Des exagérations, banalités, répétitions, affirmations et inconséquences et l’absence de logique et de structure et la création des mots (théâtrologie) font partie de son théâtre moderne, poussé à l’absurde. Ionesco joue avec les mots, le ton docte et des absurdités (Shakespeare est un Polonais). Le décor et la structure en cercle sans début et fin deviennent tout aussi importants que le dialogue. Il ne cherche pas à plaire avec sa conception moderne du théâtre. Au contraire, il polémique contre la critique et la tradition. Selon l’auteur, le créateur est le seul témoin de son temps car le théâtre se transforme enfin autant que la vie.

## Le titre
Le titre de la pièce fait allusion à deux pièces précédentes : L’Impromptu de Versailles de Molière et L’Impromptu de Paris de Giraudoux. En outre, il suit la fonction d’attirer l’attention d’un public virtuel en précisant déjà la nature de la pièce. Le titre annonce qu’il s’agit d’une pièce métathéâtrale. Molière a choisi une scène où des spécialistes du théâtre (Molière comme auteur, régisseur et comédien et ses autres comédiens) parlent du théâtre. Giraudoux montre le comédien et directeur du théâtre Jouvet avec sa troupe. Ionesco se présente comme auteur face aux trois critiques.
Les deux impromptus précédents se composent d’une indication du « genre » et d’une indication du lieu, précisément du lieu de la première ou du lieu du contenu.
La pièce d’Ionesco est représentée également pour la première fois à Paris ; car le nom était déjà « occupé » il l’a nommé d’après la Place de l’Alma qui est près du Studio des Champs-Élysées.
On devine sans peine d'où vient le nom générique Bartholomeus (Roland Barthes) et il est difficile de croire que la pièce soit quelque chose d'autre qu'un règlement de comptes avec la critique.